# Oxyrhynchus (chi đậu)
Oxyrhynchus là một chi thực vật có hoa thuộc họ Fabaceae. Nó thuộc phân họ Faboideae.

## Hình ảnh

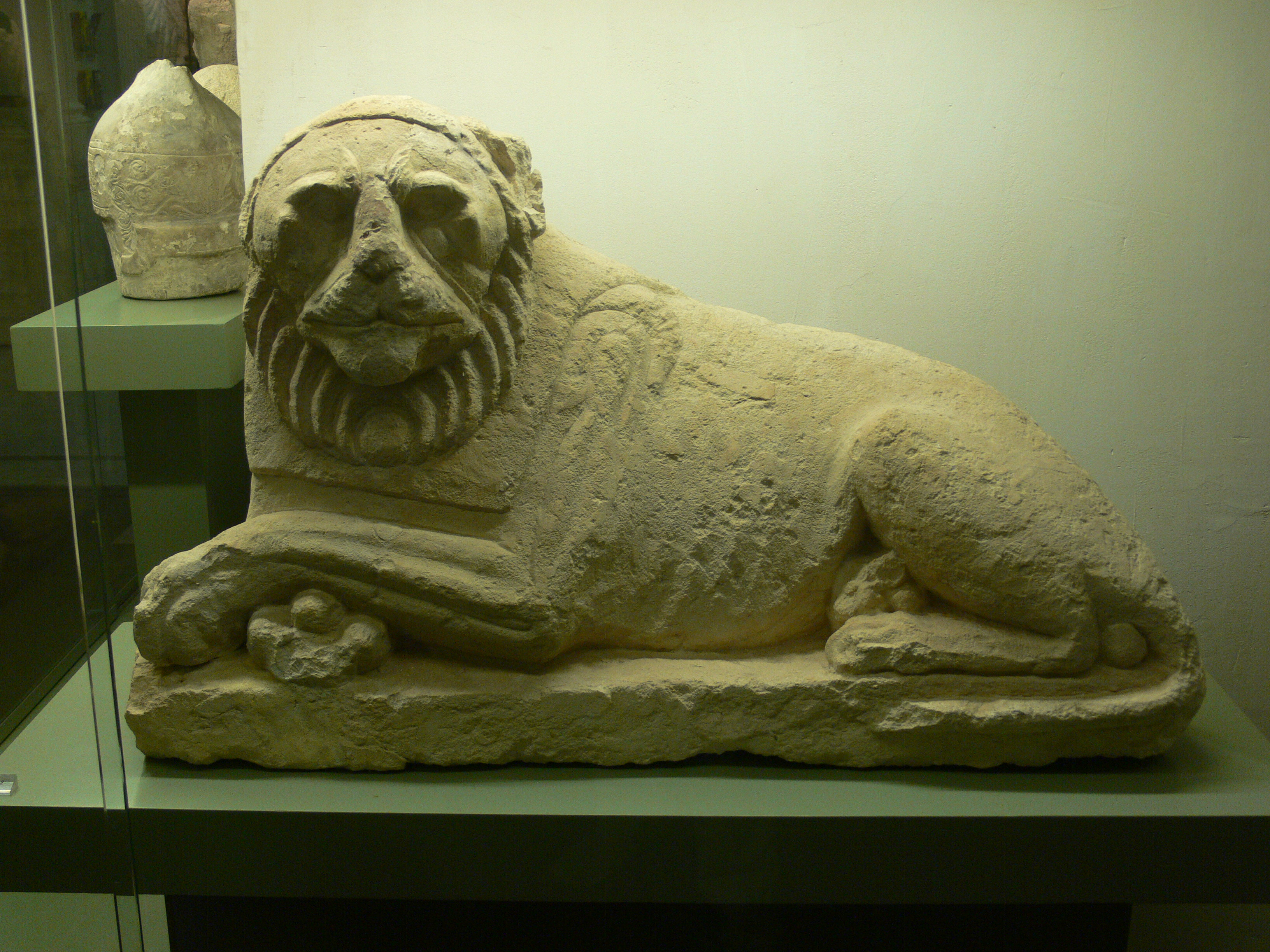
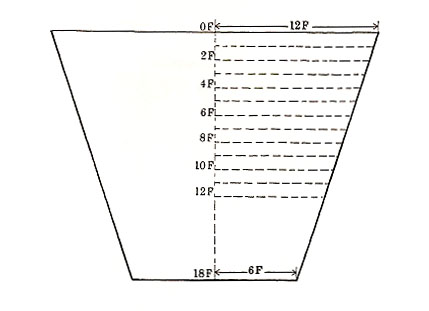
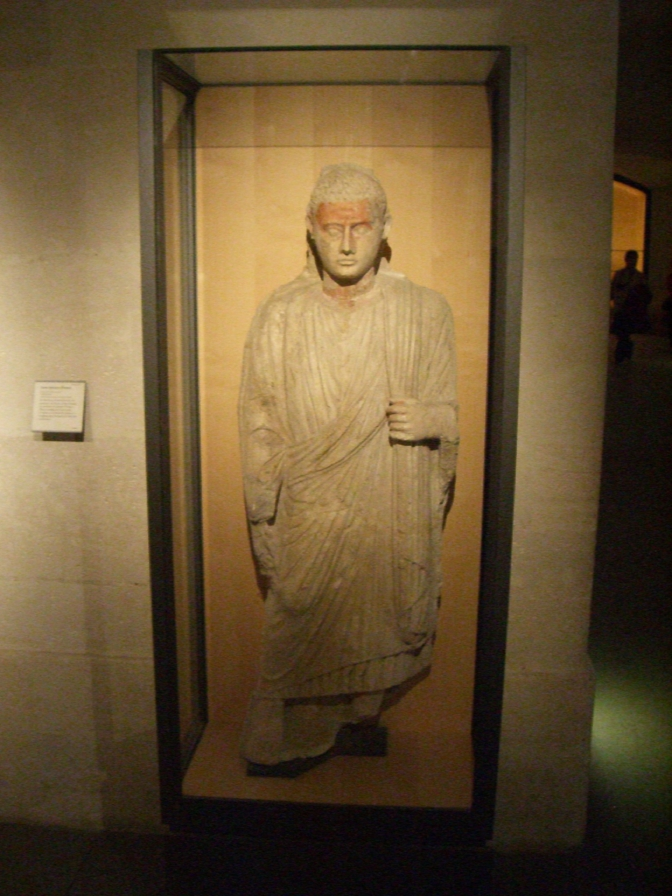
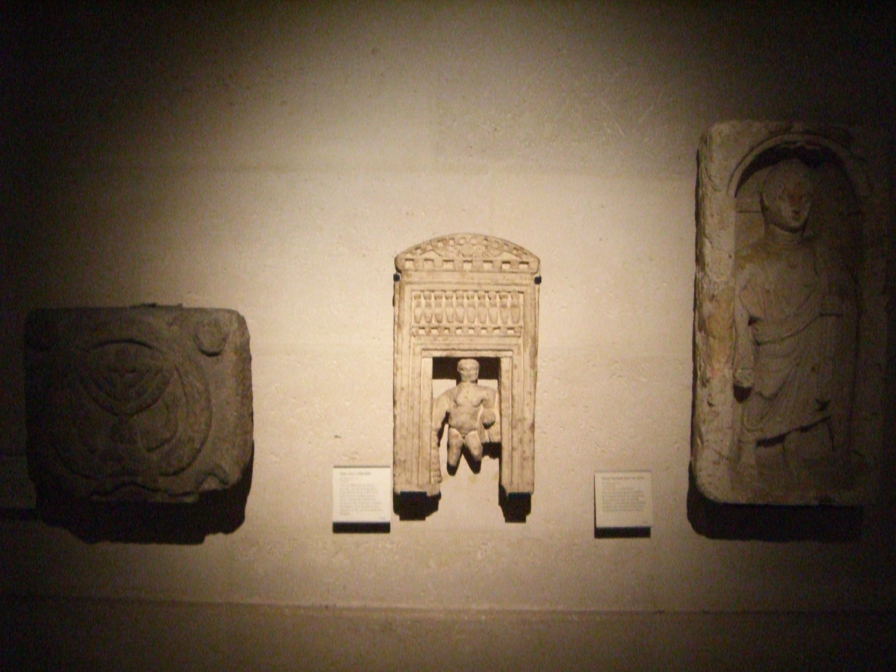

## Phân loài
- Oxyrhynchus alienus
- Oxyrhynchus insularis
- Oxyrhynchus papuanus
- Oxyrhynchus trinervius
- Oxyrhynchus volubilis